# Xenu

Rappresentazione artistica di Xenu, raffigurato in una posa che ricorda quella del Grande Fratello. Lo slogan dice: "Ubbidite a Xenu - Vostro Signore Oscuro e Maestro".

Secondo la dottrina di Scientology, fondata da L. Ron Hubbard, Xenu (o Xemu) era il feroce governatore supremo della Confederazione Galattica (fondata 95 milioni di anni fa) che, circa 75 milioni di anni fa, si rese autore di un genocidio galattico portando sulla Terra diverse centinaia di miliardi di alieni facendoli viaggiare su velivoli simili ai nostri DC-8 (solo che invece dei motori normali avevano dei razzi a propulsione ed erano in grado di viaggiare nello spazio, Hubbard sostenne che quest'astronave veniva adoperata in quel periodo per trasportare gli individui sui vari pianeti di cui faceva parte la Confederazione) e uccidendoli all'interno di diversi vulcani usando delle bombe a idrogeno.
La storia (conosciuta anche come Il Muro del Fuoco), è contenuta nel corso per diventare "OT3" (Operating Thetan 3), è una dottrina appartenente alla cosiddetta Advanced Technology di Scientology. Il corso si chiama Class VIII "Assists" Lecture 10, emerse per la prima volta durante una lezione confidenziale del 3 ottobre 1968 tenutasi sulla nave Apollo nel corso di una discussione sugli "Assist" (tecniche di guarigione spirituale). Gli scientologist che arrivano a questo livello ritengono che gli spiriti di questi alieni siano ancora presenti oggi e vivono attaccati ai corpi delle persone causando loro danni spirituali. I membri di Scientology negano l'esistenza di questa storia. Tuttavia una prima ammissione dell'esistenza di questa figura nella dottrina di Scientology si ha nel marzo del 2009 da parte del portavoce di Scientology Tommy Davis. Quando Nathan Baca, un giovane giornalista investigativo inviato dalla KESQ-TV, riuscì ad ottenere un'intervista con Tommy Davis, ad un certo punto Baca cominciò a leggere un estratto dagli scritti di Hubbard e a quel punto Davis ammise di essere a conoscenza di quei materiali.

## La storia
Secondo Hubbard, 75 milioni di anni fa esisteva una Confederazione di 21 stelle e 76 pianeti, inclusa la Terra, che però in quei giorni veniva chiamata Teegeeack, conosciuta anche come "Il Posto delle Bombe", oppure "Il Posto del Male" e veniva utilizzata principalmente come "Pianeta Prigione". I pianeti della Confederazione Galattica, assomigliavano molto agli Stati Uniti d'America degli anni cinquanta e sessanta del XX secolo ed erano popolati da alieni umanoidi. La Confederazione era governata da Xenu (che Hubbard descrisse come la persona più soppressiva mai esistita).
La sovrappopolazione era diventata un problema serio, che Xenu risolse uccidendo molti degli abitanti della Confederazione. Hubbard stimò che i 76 pianeti avevano in media 178 miliardi di abitanti ciascuno (alcuni addirittura fino a 250 miliardi). Con l'aiuto delle truppe più fedeli e dei rinnegati, Xenu assunse pieno controllo per annientare la gente e gli Ufficiali Leali.
Poi, con l'aiuto degli psichiatri, convocò miliardi di persone per un'ispezione delle tasse sul reddito, e invece li paralizzò con delle iniezioni di una mistura di alcol e glicole.

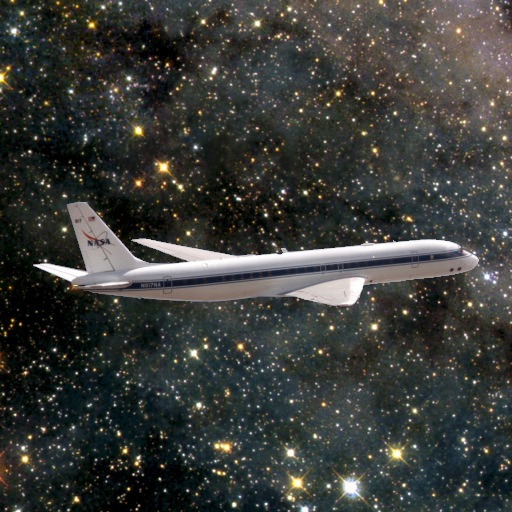
Rappresentazione degli aerei spaziali di Xenu

La gente fu uccisa e i Thetan (o spiriti) furono portati sulla Terra, dove furono posizionati nei pressi dei vulcani delle Hawaii dove furono fatti esplodere con bombe all'idrogeno.
Le anime delle vittime ormai disincarnate (i Thetans), vennero catturate dalle forze di Xenu utilizzando un "Nastro Elettronico" (che era anche un tipo di Onda Stazionaria) e risucchiate in "zone vuote" in tutto il mondo. Le centinaia di miliardi di Thetan catturati vennero impacchettati in grappoli e trasportati in un immenso Cinema, dove furono costretti a guardare "Super Colossal Cinematografici" in 3D. Qui vennero sottoposti a 36 giorni di induzione ipnotica. Questa ipnosi di massa venne chiamata da Hubbard come "Implant R6". Le induzioni ipnotiche contenevano perversioni sessuali, Space Opera e varie nozioni religiose come Dio, il Diavolo e la morte in croce di Gesù Cristo, per fare in modo che gli spiriti non potessero lasciare la Terra e non ricordassero mai i crimini perpetrati da Xenu.
Ma ormai era tardi: scoppiò la rivolta e Xenu venne catturato dopo sei anni di battaglia dagli Ufficiali Leali scampati al genocidio e imprigionato (lo sarebbe tuttora) su un ignoto pianeta orbitante intorno a una delle stelle visibili dalla Terra, dentro una montagna circondata da un campo magnetico generato da una batteria eterna. Ormai però il danno era già fatto: negli ultimi 75 milioni di anni questi thetan impiantati si sono attaccati a migliaia agli esseri umani qui sulla Terra, e sono i body thetan impacchettati insieme a grappoli (clusters). Un grappolo è una raccolta di thetan corporei che comprendono un capo e un capo alterno. Il grappolo si concepisce come individuo. Secondo OT 3 (Thetan Operante 3), ognuno sulla Terra è fatto di una raccolta di tali grappoli (Hubbard dice che chiunque segua il corso OT 3 troverà centinaia di thetan corporei).
In OT 3, l'individuo trova i thetan corporei localizzando ogni sensazione di pressione o di massa nel suo corpo. In quanto al grappolo, viene indirizzato telepaticamente, e portato attraverso l'incidente che ha dato origine alla sua formazione, 75 milioni di anni fa. Una volta che questo è fatto, i thetan corporei individuali dovrebbero essere disponibili a farsi portare attraverso lo stesso incidente o l'incidente d'ingresso in questo universo. Questo viene chiamato incidente uno, e presumibilmente avvenne quattro quadrilioni di anni fa. Questo incidente è descritto nei manuali come forte rumore-onda di luce-esce un cocchio, gira a destra e a sinistra-esce un cherubino-suona il corno, si avvicina-serie di rumori di qualcosa che va in frantumi-il cherubino scompare (si ritira)-l'oscurità scende sul thetan. La maggior parte degli scientologist non è certa dell'esatta definizione di cherubino.

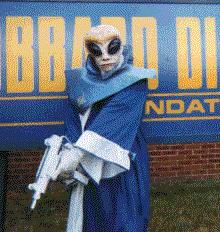
Una persona vestita col costume del Governatore Xenu

I seguaci di Scientology passano giorni o anni a trattare i thetan corporei. I materiali di Scientology di diverse date affermano che alla fine di OT 3 l'individuo sarà stabilmente esteriore, libero dalla sopraffazione, e avrà un ricordo totale del suo intero ciclo di incarnazioni, da quattro quadrilioni di anni fa fino al presente. I materiali segreti, visionati solo da quelli che vedono il corso, danno il "fenomeno finale" come una grande vittoria, esortando la persona a entrare rapidamente nel corso successivo.
I membri della Chiesa entrano in contatto telepatico con questi Thetan e gli fanno ricordare i crimini di Xenu. In questo modo, secondo Hubbard, i Thetan si staccano e possono incarnarsi in altri corpi ed entrare in uno dei giochi della vita (i Thetan pensano di essere degli individui solo se incarnati in un corpo: nel mondo in cui viviamo, giacché i Thetan hanno dimenticato la loro autentica identità spirituale, essi credono di essere soltanto dei corpi).
(Giornale di Ron ‘67, registrazione del 20 settembre 1967)
Hubbard ammonì nei suoi scritti che chiunque avesse letto queste cose senza aver prima fatto i corsi di Scientology avrebbe avuto gravi danni alla salute.